# Camille D'Havé
Camille D'Havé (Gent, 1 mei 1926 - aldaar, 2 december 1980) was een Vlaams kunstschilder en beeldhouwer. 

## Biografie
Hij werd geboren in het volkse Gentse Patershol, namelijk in de Vredestraat aan de Dampoort. Zijn vader liet het gezin in de steek toen Camille vier jaar oud was en hij groeide op in grote armoede. Camille was tussen de twaalf en veertien jaar oud toen hij leerde schilderen bij de kruidenier Fons Paepens, een amateur die al zeventig was.
Hij studeerde aan de Academie voor Schone Kunsten te Gent van 1943 tot 1948 bij Jules De Sutter, Hubert Malfait en Jos Verdegem, waar Roger Raveel een klasgenoot was van hem.
In 1950 kreeg hij de Prix de Rome en een vermelding op de Prix Jeune Peinture Belge in 1967. Hij maakte zijn eerste etsen in 1969.
In 1948 stichtte hij samen met Jan Burssens, Frans Piens, Jan Saverys, Roger Raveel, Victor van der Eecken, Elsa Vervaene, Pierre Vlerick en Marcel Ysewijn de Gentse kunstenaarsgroepering La Relève, in de hoop meer opgemerkt te worden, maar hij bleef lange tijd een verborgen talent.
Toen de abstracte schilderkunst populair werd, weigerde D'Havé aan die nieuwe trend deel te nemen. Aangezien er geen vraag meer was naar figuratieve schilderijen, stopte hij met schilderen en opende hij een café. Gedurende tien jaar heeft hij niet geschilderd. Hij begon opnieuw te schilderen toen John Bultinck ca. 1965 vroeg hem te portretteren. Ondertussen had hij wel oude schilderijen gerestaureerd om in zijn levensonderhoud te voorzien.
Het werk van Camille D'Havé is in geen enkele stroming onder te brengen. Hij vond zijn eigen beeldtaal uit en maakte werken met schrikwekkende taferelen van een apocalyptische wereld, bevolkt met hybride wezens. Men kan zijn werk nog best bij de fantastiek onderbrengen, al is het daar ook maar een randverschijnsel. Er komen inderdaad heel wat fantastische elementen in zijn werk naar voor, maar anderzijds ook veel realistische. Mensen en dieren worden steeds realistisch geschilderd, maar in de verhalende inhoud van het werk krijgen ze een symbolische betekenis, wat een indruk van onwerkelijkheid creëert. Hierdoor werd zijn oeuvre soms als surrealistisch gequoteerd, wat hij niet in dank afnam.

## Beeldhouwwerk
Een beeld van Sint Jozef gemaakt door Camille D’Havé is te vinden in de Sint-Antoniuskapel op het Pater Damiaanplein in Leuven.

## Web links
- Afbeeldingen van werken van Camille D’Havé.

- Digitale Bibliotheek voor de Nederlandse Letteren: have068
- Gemeinsame Normdatei: 1073257371
- International Standard Name Identifier: 0000 0003 9334 8518
- Nederlandse Thesaurus van Auteursnamen: 105387746
- RKD-Nederlands Instituut voor Kunstgeschiedenis: 22479
- Virtual International Authority File: 287571453
- WorldCat: E39PBJjxygwkT4v47DKJqFBF8C